# Madvapura, Belur
Madvapura là một làng thuộc tehsil Belur, huyện Hassan, bang Karnataka, Ấn Độ.